# Claudine André

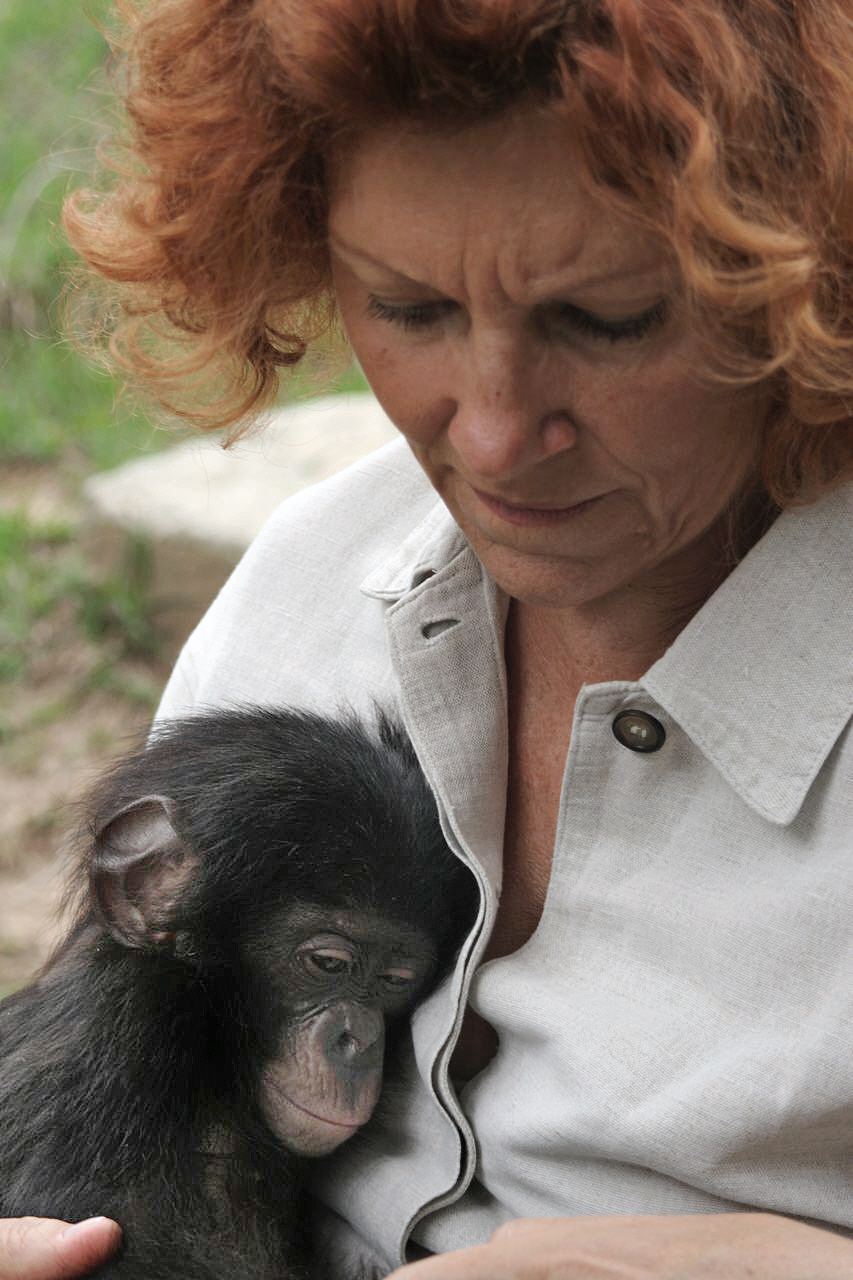
Claudine André com um bonobo jovem no colo.

Claudine André (nascida em 6 de novembro de 1946, na Bélgica) é uma conservacionista belga. Em 1994, fundou o Lola ya Bonobo, o único santuário de bonobos no mundo, situado ao sul de Kinshasa, na República Democrática do Congo.
O objetivo do santuário é resgatar e cuidar dos bonobos órfãos, em decorrência da ação de caçadores ilegais, e eventualmente, reintroduzi-los numa reserva florestal. Ainda em 1994, Claudine criou a organização Friends of Bonobos (Amigos dos Bonobos), da qual ainda é presidente.